# Это было в Донбассе
«Это было в Донбассе» (другое название «Отцы и дети») — советский чёрно-белый кинофильм режиссёров Леонида Лукова и Владимира Сухобокова, вышедший на экраны в 1945 году.

## Сюжет
Фильм рассказывает о советской молодёжи, бесстрашно сражавшейся в годы Великой Отечественной войны с немецкими оккупантами в оккупированном немцами Донбассе и продолжающей дело отцов, сражавшихся в своё время за советскую власть.

## В ролях
- Татьяна Окуневская — Наташа Логинова и её дочь Лена
- Елена Тяпкина — Дарья Тимофеевна
- Вера Алтайская — Маруся Шелкопляс
- Елена Измайлова — Лиза, дочь Дарьи Тимофеевны
- Зоя Жукова — Даша, подруга Наташи
- Иван Пельтцер — Афанасий Петрович Кулыгин, шахтёр
- Владимир Колчин — Фёдор, сын Кулыгина
- Борис Пославский — Николай Сергеевич Логинов, врач, отец Наташи
- Владимир Балашов — Павлик Базанов
- Вячеслав Дугин — Антон, отец Лены
- Иван Переверзев — Степан Андреевич Рябинин
- Анатолий Елисеев — Ефимчик
- Самуил Дитлович — Очкарь
- Генрих Грайф — чиновник биржи труда и гестапо
- Константин Карельских — Пауль, помощник чиновника
- Михаил Кузнецов — комсомолец-подпольщик
- Сергей Комаров — старый рабочий / немецкий офицер
- Михаил Трояновский — эпизод
- Андрей Петров — Вася Селиванов
- Мария Яроцкая — старуха
- Инна Макарова — партизанка
- Лаврентий Масоха — подпольщик / парень с гармошкой / матрос Вася
- Александр Михайлов — комсомолец (нет в титрах)
- Евгений Моргунов — подпольщик (нет в титрах)